# Błonia Wilanowskie
Błonia Wilanowskie – obszar MSI w dzielnicy Wilanów w Warszawie.

## Opis
Teren Błoń Wilanowskich jest intensywnie zabudowywany. Powstały tam m.in. Miasteczko Wilanów i Świątynia Opatrzności Bożej.